# 명성 (승려)
명성(1930년 ~ )은 대한민국의 불교 승려(비구니)이다.
1930년 일제강점기 경상북도 상주에서 태어나, 1952년에 해인사에서 출가하였다. 1977년에 운문사 주지 및 학장을 역임하였다. 2025년 1월 1일 현재, 운문사 회주이다.

## 생애
1930년 일제강점기 경상북도 상주에서 출생, 1952년 해인사 국일암에서 선행 스님을 은사로 출가했다. 1958년 선암사에서 성능 스님으로부터 전강을 받고, 선암사 강원 강사를 역임했다. 이후 서울 청룡사 강원 강사를 거쳐, 1970년 운문사 승가학원 강사로 취임했다. 1977년부터 운문사 주지 겸 학장으로 주석하면서 1700여 명이 넘는 졸업생과 13명의 전강제자를 배출하는 등 비구니의 수행과 교육에 활동했다. 아울러 40여 동에 이르는 전각과 요사채를 신축, 증축, 보수하여 운문사를 전국 최대 규모의 비구니교육기관인 운문승가대학으로 발전시켰다.
현재는 운문승가대학 학장 겸 승가대학원장, 대한불교조계종 전국비구니회회장으로 후학을 양성하는 한편, 한국 비구니 양성에 활동하고 있다.

### 연보
- 1930년 - 경북 상주에서 아버지 전재영, 어머니 정오종의 장녀로 출생.
- 1952년 - 합천 해인사 국일암에서 선행 스님을 은사로 득도. 동산 화상을 계사로 사미니계 수지.

### 학력 사항
- 1948년 - 강릉여자고등학교 졸업
- 1956년 - 동학사 강원 사교과 졸업
- 1958년 - 승주 선암사 강원에서 대교과 졸업
- 1964년 - 동국대학교 불교학과 졸업
- 1970년 - 동국대 대학원 불교학 석사 취득
- 1974년 - 동국대 대학원 불교학 박사 취득
- 1998년 - 동국대 대학원 철학과 박사 취득
- 2008년 - 태국 마하출라롱콘라자위달라야대학 명예박사

### 주요 경력 사항
- 1949년 ~ 1952년 - 강릉 강동초등학교 교사
- 1961년 ~ 1970년 - 서울 청룡사에서 강의
- 1970년 ~ 1989년 - 대한불교조계종 제 3,4,5,8,9대 중앙종회의원
- 1970년 ~ 1987년 - 청도 운문사 승가학원 강사 취임
- 1977년 ~ 1998년 - 청도 운문사 강원 강주 및 제 8,9,10,11,12대 운문사 주지
- 1987년 ~ 현재 - 청도 운문사 승가대학 학장
- 1989년 ~ 1998년 - 경북대학교 사범대학 국민윤리학과 강사
- 1989년 ~ 2002년 - 서울 목동 청소년회관 및 양천체육관 운영위원장
- 1989년 ~ 2003년 - 대한불교조계종 전국비구니회 부회장
- 1993년 - 세계종교지도자대회(시카고) 참석
- 1995년 - 국제난민돕기 캄보디아·태국 방문
- 1997년 ~ 현재 - 청도 운문사 승가대학 원장
- 2001년 - 스리랑카 Sasana Kirthi Sri 공로상 수상
- 2003년 ~ 2007년 - 대한불교조계종 전국비구니회 제 8대 회장
- 2004년 - 세계여성불자대회 한국 개최시 회장
- 2007년 ~ 2011 - 대한불교조계종 전국비구니회 제 9대 회장

### 수상 내역
- 1991년 - 제 4회 포교대상 공로상 수상
- 2000년 - 환경부장관 특별공로상
- 2001년 - 스리랑카 Sasana Kirthi Sri 공로상 수상
- 2004년 - 일맥재단 사회봉사상 수상
- 2008년 - UN 국제 여성의 날 '탁월한 불교여성상' 수상

## 저서
- 1994년 - 《구사론대강》
- 2010년 - 즉사이진, 매사에 진실하라(법문집)
- 2010년 - 꽃의 웃음처럼 새의 눈물처럼(서간집)
- 2010년 - 후박꽃 향기(평전)